# کوتانوو
کوتانوو (انگلیسی: Kutanovo) یک شهرک در شهرستان بورزیانسکی باشقیرستان کشور روسیه است.